# 摩根鎮區 (愛荷華州克勞福德縣)
摩根鎮區（英語：Morgan Township）是位於美國愛荷華州克勞福德縣的一個行政鎮區。

## 地方資料
根據2010年美國人口普查的數據，摩根鎮區的面積為92.30平方千米，當中陸地面積為92.30平方千米，而水域面積為0.00平方千米。當地共有人口225人，而人口密度為每平方千米2.44人。